# Fernand Charpin
Fernand Charpin (* 1. Juni 1887 in Marseille; † 6. November 1944 in Paris) war ein französischer Schauspieler.

## Leben und Wirken
Charpin stand seit Beginn des 20. Jahrhunderts auf der Bühne und gehörte viele Jahre dem Ensemble des Théâtre National de l’Odéon an. Besonders erfolgreich war er hier als Panisse in der Trilogie Marius, Fanny und César von Marcel Pagnol.
Zur Verfilmung dieser Trilogie wurde Charpin 1931 zum Film geholt. Seine Figuren in anderen Filmen ähnelten seinem Panisse. Er spielte den südfranzösischen Bauern und Bürgermeister, den Herbergsvater, Ladenbesitzer, Pfarrer und Landarzt. Gelegentlich konnte er auch negative Charaktere darstellen wie den Polizeispitzel und Denunzianten Régis in Julien Duviviers Pépé le Moko – Im Dunkel von Algier.

## Filmografie (Auswahl)
- 1933: Chotard & Co. (Chotard et Cie)
- 1935: Sylvie (Die schönen Tage) (Les beaux jours)
- 1936: Zünftige Bande (La belle équipe)
- 1937: Pépé le Moko – Im Dunkel von Algier (Pépé le Moko)
- 1938: Die Frau des Bäckers (La femme du boulanger)
- 1938: Le Schpountz
- 1940: Aber mein Hans, der kann’s (Le grand élan)
- 1942: Der blaue Schleier (Le voile bleu)
- 1943: Les deux timides
- 1943: Das Geheimnis von Madame Clapain (Le secret de Madame Clapain)
- 1945: Gespielin der Finsternis (La fiancée des ténèbres)